# Isandrus gibbosus
Isandrus gibbosus är en insektsart som beskrevs av Lucien Chopard 1952. Isandrus gibbosus ingår i släktet Isandrus och familjen torngräshoppor. Inga underarter finns listade i Catalogue of Life.